# Cheilodipterus novemstriatus
Cheilodipterus novemstriatus (Rüppell, 1838) è un pesce osseo marino appartenente alla famiglia Apogonidae.. 

## Distribuzione e habitat
La specie è diffusa nel mar Rosso, nel golfo dell'Oman e nel golfo Persico. In seguito alla migrazione lessepsiana ha stabilito popolazioni nel mar Mediterraneo orientale dove è diventata molto comune sulle coste libanesi e israeliane, con una segnalazione anche per il sud della Turchia.
Specie costiera, durante il giorno vive in aree riparate come baie o lagune trovando rifugio tra rocce e coralli, spesso tra le spine di ricci di mare del genere Diadema mentre di notte si allontana dai fondi duri per nutrirsi spostandosi in acque molto basse specie lungo le spiagge sabbiose.
La distribuzione batimetrica va da 1 a 10 metri di profondità.

## Descrizione
C. novemstriatus ha corpo slanciato con occhi grandi. Le pinne dorsali sono due, separate da uno spazio, la prima inserita leggermente dietro l'inserzione delle pinne ventrali. La pinna anale è simmetrica e leggermente più piccola della seconda dorsale. Pinne pettorali e ventrali abbastanza grandi. La pinna caudale è biloba. Nella bocca sono presenti denti caniniformi. La livrea è grigiastra o argentea con cinque linee longitudinali nere di cui la prima segue il profilo dorsale, la terza parte dal muso per giungere al peduncolo caudale attraversando l'occhio e la quinta segue il profilo ventrale ma è spesso poco visibile nella porzione anteriore alla base della pinna anale. Alla base della pinna caudale è presente una macchia nera con uno spesso bordo giallo. Un'altra macchia nera più piccola è presente nella parte superiore del peduncolo caudale.
La taglia massima nota è di 8 centimetri.

## Biologia

### Comportamento
Notturno. Durante il giorno vive nascosto in gruppi fino a 30 individui.

### Alimentazione
Si nutre di zooplancton.

### Riproduzione
Le uova vengono incubate nella bocca.

## Pesca
Occasionale e priva di importanza.

## Conservazione
La lista rossa IUCN non valuta questa specie.